# 里尔 (威尔士)
里尔是英國威爾斯登比郡的一座城鎮，也是该郡最大城市，位於威爾斯東北海岸。在2011年人口普查時，萊爾有人口25,149人。萊爾是一座有名的旅遊勝地，吸引來自全英的觀光客。

## 外部連結
- BBC Rhyl page （页面存档备份，存于）